# Bリーグアーリーカップ 2019
Bリーグアーリーカップ 2019は、Bリーグアーリーカップの2019年度大会。
前年度同様に全6地区によってトーナメントが行われ、アーリーカップで初めて、前年度のB1・B2所属全クラブが揃って出場した。

## 日程
- 開催日：2019年9月14日（土）～9月16日（月）
- 会場
  - 東北：ゼビオアリーナ仙台
  - 関東：船橋市総合体育館
  - 北信越：シティホールプラザ アオーレ長岡
  - 東海：ウィングアリーナ刈谷
  - 関西：舞洲アリーナ（おおきにアリーナ舞洲）
  - 西日本：飯塚第1体育館

## 参加クラブ
- 太字はトーナメントにおけるシードクラブ。下線は主管クラブ。

| 地区   | 参加クラブ |
| ------ | --- |
| 東北   | レバンガ北海道、青森ワッツ、仙台89ERS、秋田ノーザンハピネッツ、山形ワイヴァンズ、福島ファイヤーボンズ                                |
| 関東   | 宇都宮ブレックス、千葉ジェッツ、アルバルク東京、サンロッカーズ渋谷、川崎ブレイブサンダース、横浜ビー・コルセアーズ                   |
| 北信越 | 群馬クレインサンダーズ、新潟アルビレックスBB、富山グラウジーズ、金沢武士団、信州ブレイブウォリアーズ、東京八王子ビートレインズ       |
| 東海   | 茨城ロボッツ、アースフレンズ東京Z、三遠ネオフェニックス、シーホース三河、名古屋ダイヤモンドドルフィンズ、Fイーグルス名古屋           |
| 関西   | 滋賀レイクスターズ、京都ハンナリーズ、大阪エヴェッサ、西宮ストークス、バンビシャス奈良、琉球ゴールデンキングス                       |
| 西日本 | 島根スサノオマジック、広島ドラゴンフライズ、香川ファイブアローズ、愛媛オレンジバイキングス、ライジングゼファー福岡、熊本ヴォルターズ |

## トーナメント

### 東北

#### 1回戦
| 9月14日 15:00 |

|  |

| 山形ワイヴァンズ 68, レバンガ北海道 76 |
| クォーター・スコア: -, -, -, -         |

| 9月14日 18:00 |

|  |

| 青森ワッツ 70, 福島ファイヤーボンズ 82 |
| クォーター・スコア: -, -, -, -         |

#### 5位決定戦
| 9月15日 12:00 |

|  |

| 山形ワイヴァンズ 69, 青森ワッツ 84 |
| クォーター・スコア: -, -, -, -     |

#### 準決勝
| 9月15日 15:00 |

|  |

| 仙台89ERS 50, レバンガ北海道 77 |
| クォーター・スコア: -, -, -, -  |

| 9月15日 18:00 |

|  |

| 福島ファイヤーボンズ 70, 秋田ノーザンハピネッツ 96 |
| クォーター・スコア: -, -, -, -                     |

#### 3位決定戦
| 9月16日 11:30 |

|  |

| 仙台89ERS 77, 福島ファイヤーボンズ 71 |
| クォーター・スコア: -, -, -, -        |

#### 決勝
| 9月16日 14:10 |

|  |

| レバンガ北海道 64, 秋田ノーザンハピネッツ 67 |
| クォーター・スコア: -, -, -, -               |

### 関東

#### 1回戦
| 9月14日 13:00 |

|  |

| 宇都宮ブレックス 83, 横浜ビー・コルセアーズ 77 |
| クォーター・スコア: -, -, -, -                 |

| 9月14日 15:40 |

|  |

| 川崎ブレイブサンダース 66, サンロッカーズ渋谷 74 |
| クォーター・スコア: -, -, -, -                   |

#### 5位決定戦
| 9月15日 13:00 |

|  |

| 川崎ブレイブサンダース 76, 横浜ビー・コルセアーズ 71 |
| クォーター・スコア: -, -, -, -                       |

#### 準決勝
| 9月15日 15:40 |

|  |

| 千葉ジェッツ 75, 宇都宮ブレックス 84 |
| クォーター・スコア: -, -, -, -       |

| 9月15日 18:20 |

|  |

| サンロッカーズ渋谷 69, アルバルク東京 77 |
| クォーター・スコア: -, -, -, -           |

#### 3位決定戦
| 9月16日 13:00 |

|  |

| 千葉ジェッツ 85, サンロッカーズ渋谷 73 |
| クォーター・スコア: -, -, -, -         |

#### 決勝
| 9月16日 15:40 |

|  |

| 宇都宮ブレックス 82, アルバルク東京 78 |
| クォーター・スコア: -, -, -, -         |

### 北信越

#### 1回戦
| 9月14日 15:00 |

|  |

| 富山グラウジーズ 98, 群馬クレインサンダーズ 84 |
| クォーター・スコア: -, -, -, -                 |

| 9月14日 18:00 |

|  |

| 新潟アルビレックスBB 87, 東京八王子ビートレインズ 68 |
| クォーター・スコア: -, -, -, -                       |

#### 5位決定戦
| 9月15日 13:00 |

|  |

| 東京八王子ビートレインズ 89, 群馬クレインサンダーズ 79 |
| クォーター・スコア: -, -, -, -                         |

#### 準決勝
| 9月15日 16:00 |

|  |

| 信州ブレイブウォリアーズ 84, 富山グラウジーズ 88 |
| クォーター・スコア: -, -, -, -                   |

| 9月15日 19:00 |

|  |

| 新潟アルビレックスBB 101, 金沢武士団 58 |
| クォーター・スコア: -, -, -, -          |

#### 3位決定戦
| 9月16日 14:00 |

|  |

| 金沢武士団 56, 信州ブレイブウォリアーズ 99 |
| クォーター・スコア: -, -, -, -             |

#### 決勝
| 9月16日 17:00 |

|  |

| 新潟アルビレックスBB 86, 富山グラウジーズ 91 |
| クォーター・スコア: -, -, -, -               |

### 東海

#### 1回戦
| 9月14日 16:30 |

|  |

| Fイーグルス名古屋 81, 茨城ロボッツ 79 |
| クォーター・スコア: -, -, -, -        |

| 9月14日 19:00 |

|  |

| 三遠ネオフェニックス 63, アースフレンズ東京Z 66 |
| クォーター・スコア: -, -, -, -                  |

#### 準決勝
| 9月15日 16:30 |

|  |

| シーホース三河 102, Fイーグルス名古屋 91 |
| クォーター・スコア: -, -, -, -           |

| 9月15日 19:00 |

|  |

| 名古屋ダイヤモンドドルフィンズ 92, アースフレンズ東京Z 62 |
| クォーター・スコア: -, -, -, -                            |

#### 3位決定戦
| 9月16日 16:30 |

|  |

| Fイーグルス名古屋 59, アースフレンズ東京Z 40 |
| クォーター・スコア: -, -, -, -               |

#### 決勝
| 9月16日 19:00 |

|  |

| シーホース三河 93, 名古屋ダイヤモンドドルフィンズ 79 |
| クォーター・スコア: -, -, -, -                       |

### 関西

#### 1回戦
| 9月14日 14:00 |

|  |

| 大阪エヴェッサ 102, 西宮ストークス 63 |
| クォーター・スコア: -, -, -, -        |

| 9月14日 17:00 |

|  |

| バンビシャス奈良 102, 滋賀レイクスターズ 80 |
| クォーター・スコア: -, -, -, -              |

#### 準決勝
| 9月15日 14:00 |

|  |

| バンビシャス奈良 66, 琉球ゴールデンキングス 91 |
| クォーター・スコア: -, -, -, -                 |

| 9月15日 17:00 |

|  |

| 大阪エヴェッサ 77, 京都ハンナリーズ 78 |
| クォーター・スコア: -, -, -, -         |

#### 3位決定戦
| 9月16日 12:00 |

|  |

| 大阪エヴェッサ 95, バンビシャス奈良 73 |
| クォーター・スコア: -, -, -, -         |

#### 決勝
| 9月16日 15:00 |

|  |

| 京都ハンナリーズ 73, 琉球ゴールデンキングス 61 |
| クォーター・スコア: -, -, -, -                 |

### 西日本

#### 1回戦
| 9月14日 16:00 |

|  |

| ライジングゼファー福岡 96, 香川ファイブアローズ 88 |
| クォーター・スコア: -, -, -, -                     |

| 9月14日 19:00 |

|  |

| 広島ドラゴンフライズ 89, 愛媛オレンジバイキングス 73 |
| クォーター・スコア: -, -, -, -                       |

#### 5位決定戦
| 9月15日 13:00 |

|  |

| 香川ファイブアローズ 93, 愛媛オレンジバイキングス 79 |
| クォーター・スコア: -, -, -, -                       |

#### 準決勝
| 9月15日 16:00 |

|  |

| ライジングゼファー福岡 75, 熊本ヴォルターズ 88 |
| クォーター・スコア: -, -, -, -                 |

| 9月15日 19:00 |

|  |

| 島根スサノオマジック 76, 広島ドラゴンフライズ 74 |
| クォーター・スコア: -, -, -, -                   |

#### 3位決定戦
| 9月9日 13:00 |

|  |

| ライジングゼファー福岡 60, 広島ドラゴンフライズ 80 |
| クォーター・スコア: -, -, -, -                     |

#### 決勝
| 9月16日 16:00 |

|  |

| 熊本ヴォルターズ 68, 島根スサノオマジック 59 |
| クォーター・スコア: -, -, -, -               |